# Timingila
Timingila es un pez gigantesco de la mitología hindú, mencionado en el Chaitanya Charitamrita. Se decía que era tan enorme que podía tragar ballenas de un bocado. Justamente la palabra proviene del sánscrito: timi, que significa "ballena", y gila que significa tragar. Es comparable a la criatura llamada Makara.

## Menciones
Se menciona al Timingila en numerosas fuentes, por ejemplo en el Caitanya Charitamrita:

Las Gopis han caído en un gran océano de separación y están siendo devoradas por el pez Timingila en su ambición por servirte. Las Gopis deben ser entregadas por la boca de este Timingila, porque ellas son devotas puras. Ya que ellas no tienen concepción alguna de la vida material, ¿Por qué ellas deberían aspirar a la liberación? Las Gopis no quieren ese deseo de liberación de los yoguis o los jnanis, porque ellas ya están liberadas del océano material de la existencia.
Cc. Madhya 13.142

También se encuentra una mención de él en el Srimad Bhagavatam:

Sufrir hambre y sed, atacado por Makaras y el Timingila y maltratado por las olas y el viento, Markandeya preguntó a través de la infinita oscuridad que lo envolvía. Abatido por el cansancio, el perdió todo el sentido de dirección y no pudo determinar qué era el cielo y qué era la tierra.
Bhag. 12.9.16

Se lo encuentra además en el Ramayana:

Cuando la luna está rosada, el océano aumenta y la imagen de la luna es reflejada ilimitadamente en ella. Ese océano es abundante en enormes cocodrilos que son rápidos como los vientos feroces, así como las ballenas y el Timingila.
Ramayana, Yuddha – Kanda 4.114

Se lo menciona en el Mahabharata:

Han sido vistos los Timingilas, tortugas, Timi – timingilas y Makaras, que eran como grandes rocas sumergidas en el agua.
Mahabharata, Vana Parva 168.3